# 니시비와지마역
니시비와지마역(일본어: 西枇杷島駅)은 일본 아이치현 기요스시에 위치한 나고야 철도 나고야 본선의 철도역이다. 역 번호는 NH 39이며, 섬식 승강장 2면 4선의 구조를 갖춘 지상역이다.

## 타는 곳
| 남측 2선 | ■ 나고야 본선 | 하행 | 스카구치 · 이치노미야 · 기후 · 쓰시마 · 사야 · 야토미 방면            |
| 북측 2선 | ■ 나고야 본선 | 상행 | 나고야 · 히가시오카자키 · 도요하시 · 오타가와 · 주부코쿠사이쿠코 방면 |

## 이용 현황
- 2013년 기준 : 830명

## 역 주변
- 나고야 철도 이누야마 선 시모오타이 역
- JR 도카이 도카이도 본선 · 도카이 교통 사업 조호쿠 선 비와지마역

## 인접 역
| 나고야 철도 나고야 본선            | 나고야 철도 나고야 본선 | 나고야 철도 나고야 본선            |
| ---------------------------------- | ----------------------- | ---------------------------------- |
| NH 38 히가시비와지마 도요하시 방면 | ■ 나고야 본선           | 후타쓰이리 NH 40 메이테쓰기후 방면 |